# Praso (Creta)

Mapa de los sitios arqueológicos minoicos de Creta. Praso se encontraba en la zona oriental de la isla.

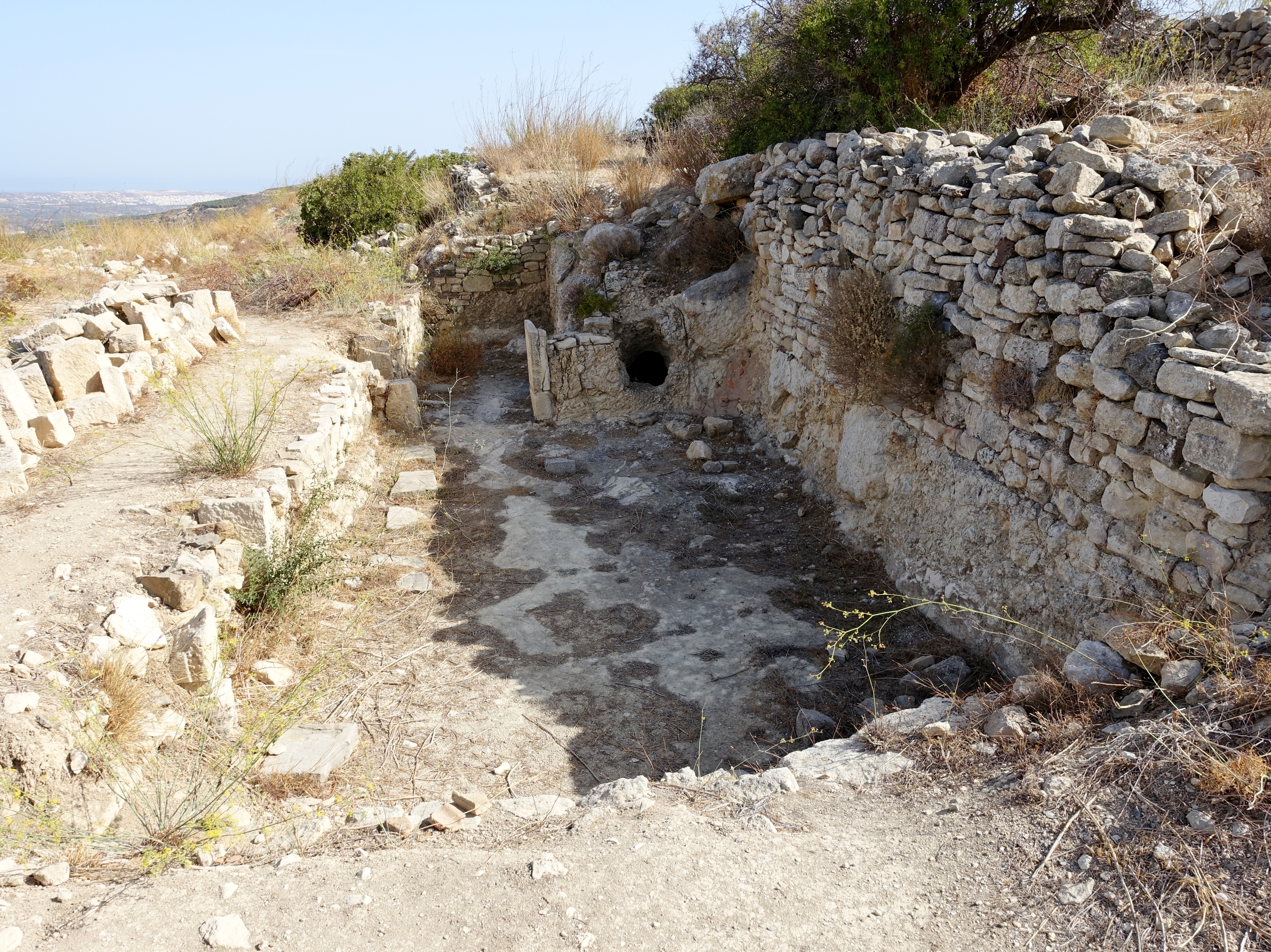
Restos de una de las acrópolis de Praso.

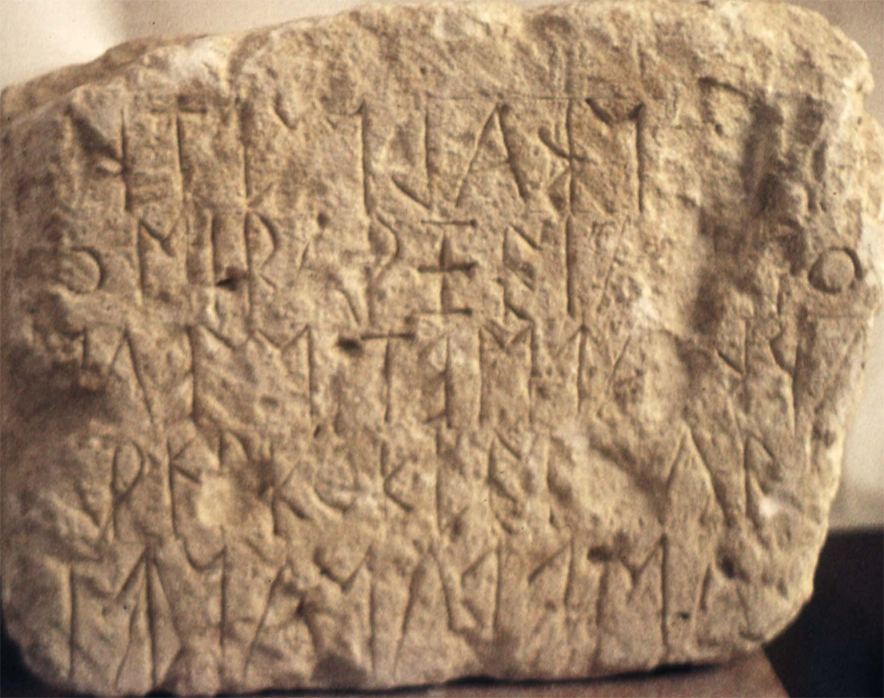
Inscripción eteocretense hallada en Praso, fechada hacia los siglos VII o VI a. C.

Praso o Preso (en griego, Πραισός) es el nombre de una antigua ciudad griega de Creta.
Estrabón dice que estaba a sesenta estadios del mar, entre el cabo Samonio y Quersoneso, próxima al monte Dicte. El geógrafo también dice que el territorio de Praso limitaba con el de Lebén pero este dato parece ser una confusión con otra ciudad llamada Prieso. Praso era una ciudad habitada por eteocretenses y era la sede del santuario de Zeus Dicteo. Era citada también por Heródoto, que dice que, junto a Policna, no participó en la expedición que enviaron los cretenses contra Cámico, en Sicilia, para vengar la muerte de Minos. Por otra parte, en el tratado Sobre el amor de Teofrasto, una de las tareas que ordenó Leucócomas a Euxínteto fue traerle el perro de Praso. Los prasios sostenían la creencia de que los Coribantes eran hijos de Atenea y Helios. La ciudad fue arrasada por los hierapitnios en el año 140 a. C., en la guerra que mantuvieron Gortina e Hierapetra contra Cnosos y sus aliados.
Se localiza en la población actual de Nea Prasios. El territorio de la antigua ciudad se extendía entre dos acrópolis y además una tercera acrópolis contenía un espacio sagrado. Al sureste de esta última acrópolis se ubicaba el cementerio. Sus principales periodos de ocupación son el clásico y el helenístico, pero tanto en las acrópolis como en las inmediación se han excavados restos de periodos anteriores.

## Arqueología
La investigación arqueológica de la antigua Praso se inició a fines del siglo XIX a cargo de un equipo de arqueología italiano bajo la dirección de Federico Halbher, que encontró algunas inscripciones en idioma eteocretense. En 1901, la Escuela Británica de Atenas comenzó una excavación sistemática en el yacimiento arqueológico, dirigida por Robert Bosanquet. Estas excavaciones sacaron a la luz y exploraron un altar y un templo de la denominada acrópolis Γ, un templo de la acrópolis Α, un andrón helenístico ubicado entre las acrópolis Α y Β, tumbas abovedadas, dos santuarios donde se hallaron ofrendas y un asentamiento minoico en el sitio de Hagios Konstantinos. Posteriormente, en 1935 el eforado de antigüedades de Creta descubrió la denominada «tumba del atleta», donde se hallaron dos ánforas panatenaicas de principios del siglo IV a. C. Nikolaos Platón investigó entre 1953 y 1954 el cementerio y el santuario. En 1955, 1960 y 1980 la Sociedad Arqueológica de Atenas recogió o compró objetos que estaban en posesión de los habitantes de la zona y que pertenecían al yacimientos de Praso. En 1992 y 1998 se realizaron otras campañas de excavaciones superficiales dirigidas por James Whitley y nuevamente se exploró en el lugar a partir de 2007.